# Kadmos
Kadmos (starogrško Κάδμος: Kádmos, latinsko Cadmus) je v grški mitologiji grško-feničanski kralj, ustanovitelj mesta Tebe.
Kadmos je sin kralja Agenorja in Telefase ter Evropin brat. Po naročilu svojega očeta je šel iskat sestro Evropo, ki jo je ugrabil Zevs. Ker je ni mogel najti in ker se je bal očetove jeze, je vprašal za nasvet delfsko preročišče. Odgovorilo mu je, naj sledi kravi in tam, kjer se bo ulegla, zgradi mesto. Tako je Kadmos prišel v Beocijo. Ubil je zmaja in posejal njegove zobe. Iz njih so se rodili oboroženi vojaki, ki so se med seboj pobili. Preživelo je le pet mož, ki so Kadmosu pomagali zgraditi mesto Tebe.
Po nekem izročilu sta Kadmos in njegova žena Harmonija pred barbari pobegnila iz Epidavra na Peloponezu na območje, kjer so živeli ilirski Enhalejci, in zgradila novi Epidavrum (današnji Cavtat).